# Montecassiano
Montecassiano är en ort och kommun i provinsen Macerata i regionen Marche i Italien. Kommunen hade 7 054 invånare (2018).